# Malleval (Loire)
Malleval é uma comuna francesa na região administrativa de Auvérnia-Ródano-Alpes, no departamento de Loire. Estende-se por uma área de 5,06 km². Em 2010 a comuna tinha 590 habitantes (densidade: 116,6 hab./km²).7 hab/km².